# Gobert VI. von Apremont
Gobert VI. der Glückliche (franz.: Gobert le Bienheureux; * um 1187; † 20. August 1263 in Villers-la-Ville) war ein Herr von Apremont-la-Forêt aus dem Haus Apremont, Kreuzfahrer, Zisterziensermönch und Eremit.

## Leben
Gobert VI. war Sohn von Gottfried I. von Apremont († 1222) und Isabella, einer Tochter Wilhelms I. von Dampierre.

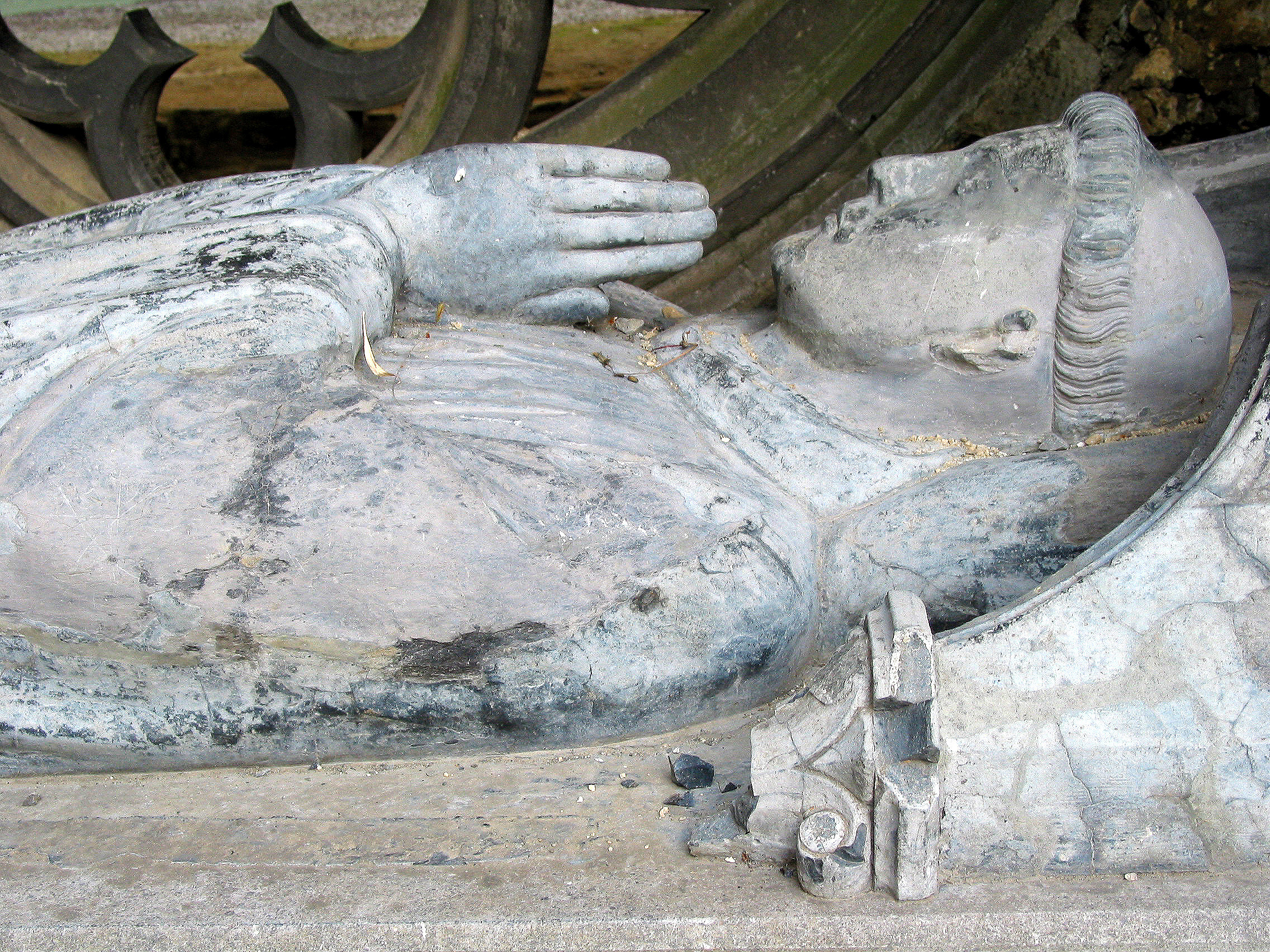
Das wiederhergestellte Grab des Gobert d’Apremont in der Abtei Villers.

Gobert VI. nahm am Albigenserkreuzzug teil und begleitete Kaiser Friedrich II. auf dessen Kreuzzug (1228–1229, fünfter Kreuzzug) in das heilige Land. 1238 zog er sich als Mönch der Zisterzienser in die Abtei von Villers in Brabant zurück, wo er noch ein langes Leben als Eremit führte. Seither wird er als Heiliger verehrt. Sein Gedenktag ist der 21. August.
Verheiratet war Gobert seit etwa 1221 mit Juliane, Dame von Chaumont-Porcien, einer Tochter Gottfrieds II. von Rosoy. Ihre gemeinsamen Kinder waren:
- Gottfried II. († 1250), Herr von Apremont, Graf von Saarbrücken
- Gobert VII. († 1278/80), Herr von Apremont
- Johann, Kanoniker in Verdun, Prévôt von Montfaucon
- Guido von Rubigny († 1270 auf dem siebten Kreuzzug vor Tunis)
- Alix; ⚭ mit Gautier III. de Ligne
- ? Tochter; ⚭ mit Simon von Leiningen, Graf von Dagsburg

Nach ihm ist die Gemeinde Saint-Gobert im Département Aisne in der Picardie benannt.

## Anmerkung und Einzelnachweis
1. ↑  Eine ältere Namensvariante von Apremont ist „Aspremont“ vom lateinischen asper mons. Alternativ wird er daher oft auch Gobert d’Aspremont genannt.
2. ↑  L'Estoire de Eracles empereur Liv. 32, Cap. XXIII, in: Recueil des historiens des croisades (1859), Historiens Occidentaux II, S. 364
3. ↑  21. August:. In: Ökumenisches Heiligenlexikon. 14. Januar 2022, abgerufen am 19. Juni 2022.